# Prima aprilis
Prima aprilis (z łac. prima (dies) Aprilis – dosł. „pierwszy (dzień) kwietnia”), dzień żartów – obyczaj obchodzony pierwszego dnia kwietnia w wielu krajach na całym świecie. Polega on na robieniu żartów, celowym wprowadzaniu w błąd, nabierania kogoś, konkurowaniu w próbach sprawienia, by inni uwierzyli w coś nieprawdziwego. Tego dnia w wielu mediach pojawiają się różne żartobliwe informacje. Pochodzenie tego zwyczaju nie jest dokładnie wyjaśnione.

## Geneza zwyczaju
Prima aprilis zaczął być popularny w późnym średniowieczu. Prawdopodobnie nawiązuje on do dawnych starorzymskich praktyk.
Niektórzy uważają, że geneza zwyczaju ma związek z rzymskim zwyczajem Cerialii, obchodzonym na początku kwietnia na cześć bogini Ceres. Według jednej z legend, kiedy poszukiwała ona swojej porwanej córki, została wyprowadzona w pole. Grecy wiążą historię tego dnia z mitem o Demeter i Persefonie. Persefona miała zostać porwana do Hadesu na początku kwietnia. Matka Demeter, szukając jej, kierowała się echem głosu córki, ale echo ją zwiodło.
Prawdopodobna wydaje się również wersja, że obyczaj ten wywodzi się z rzymskiego święta Veneralia, połączonego często ze świętem Fortuny Virilis i Cerialiami (ku czci Ceres), obchodzonego 1 kwietnia. W tym dniu dozwolone były żarty, wygłupy i kawały. Kwiryci odstawiali komiczne występy, mężczyźni przebierali się w damskie palle (okrycia), zakładali peruki, tańczyli na ulicach, co nie przydarzyłoby się im w innych dniach.
We Francji Nowy Rok zaczynał się w Beauvais 25 grudnia (w Boże Narodzenie), w Reims, Normandii, Poitou, części środkowej i wschodniej Francji – 25 marca, a w Paryżu w Niedzielę Wielkanocną. W VII wieku było to 1 marca (styl marcowy), w późniejszych wiekach 1 kwietnia (np. 1347), co zależało od ruchomej daty Wielkanocy. Obchodzono go w bardzo podobny sposób, jak obecnie – z przyjęciami i tańcami.
25 marca witano nowy rok również w Anglii (w latach 1155-1752), tj. w święto Zwiastowania NMP (styl zwiastowania), co sugerował już w VI wieku Dionizjusz Mały, który obliczał dokładną datę narodzin Chrystusa.
Kiedy w 1582 roku Grzegorz XIII wprowadził nowy kalendarz dla świata chrześcijańskiego, a nowy rok rozpoczynał się w dniu 1 stycznia, nadal w wielu krajach prezenty noworoczne otrzymywano 1 kwietnia. Ponadto było wiele osób, które nie słyszały lub nie wierzyły w zmianę daty i nadal obchodziły Nowy Rok właśnie 1 kwietnia. Inni w tym dniu robili im kawały i nazywali ich „kwietniowymi głupcami”.
Przypuszcza się, że początkowo prima aprilis zaczęło być obchodzone 1 kwietnia we Francji. W 1564 roku król Karol IX zreformował kalendarz, zmieniając pierwszy dzień nowego roku z 1 kwietnia, i z innych obowiązujących dat w tym czasie w różnych regionach kraju, na 1 stycznia.
Dzisiaj nazwa prima aprilis we Francji nawiązuje do przypinania do pleców kartki z rybą wtedy, kiedy się kogoś nabierze (zwyczaj znany może być również we Włoszech – Pesce d’aprile). Pierwotnie w zwyczaju tym osobom nieświeżym (nieświadomym) kazano iść po świeżą w czasie, w którym połowy były zakazane ze względu na okres tarła ryb.
W wielu krajach Europy panowała wiara, która mówiła, że 1 kwietnia to czas, kiedy duchy zaczynają się mścić na żywych i sprowadzać nieszczęścia. Według Elżbiety Zarych chrześcijaństwo nie mogąc się pogodzić z kolejnym pogańskim świętem prima aprilis, zaczęło wiązać je z Judaszem Iskariotą. Miał się on urodzić właśnie pierwszego kwietnia i dlatego dzień ów kojarzył się z kłamstwem, obłudą, fałszem i nieprawdą.

## Obchody

### Na świecie
W krajach anglojęzycznych 1 kwietnia jest nazywany „Dniem Głupców” (April Fools’ Day lub All Fools’ Day). W Wielkiej Brytanii, Australii i RPA wzajemne żartobliwe oszukiwanie jest uprawiane tylko do południa. W innych krajach germańskojęzycznych dzień ten jest nazywany po prostu "1 kwietnia", a żart zrobiony tego dnia Aprilscherz lub np. Aprilskämt (szw.). We Francji prima aprilis jest określany jako „Dzień kwietniowej ryby” (Jour du poisson d’avril), a pierwszokwietniowe żarty nazywane są „kwietniowa ryba” (Poisson d’avril).
W Szkocji znany jest jako „polowanie na głupca” (Hunt the gowk Day), na Litwie „Dzień kłamcy” (Melagio diena), w Portugalii „Dzień kłamstwa” (Dia da mentira).
W Rosji 1 kwietnia nosi nazwę „Dzień śmiechu” (День смеха). Pierwszy pierwszokwietniowy żart miał w Rosji miejsce w Moskwie w 1703 roku. Wtedy to heroldowie na ulicach zapraszali mieszkańców Moskwy na "niesłychane przedstawienie". Kiedy ludzie masowo przybyli na wskazane miejsce, uniosła się kurtyna, odsłaniając napis "Pierwszy kwietnia – nie wierz nikomu!" Na tym przedstawienie się zakończyło.
W krajach hiszpańskojęzycznych 28 grudnia obchodzony jest Día de los Santos Inocentes, czyli katolickie święto Dzień Niewiniątek, odpowiednik prima aprilis.

### W Polsce
Obyczaj ten dotarł do Polski z Europy Zachodniej przez Niemcy w epoce nowożytnej w XVI wieku. W XVII w. został już uznany za „modę staroletnią”, zaczął on być wtedy obchodzony w podobnej formie, w jakiej występuje do dzisiaj. Przeświadczenie to przeniknęło nawet do najwyższych kręgów państwowych – przykładowo sojusz antyturecki z Leopoldem I Habsburgiem podpisano 1 kwietnia 1683, ale antydatowano go na 31 marca, aby na dokumencie nie widniała data prima aprilis.
Pierwszy kwietnia poświęcano opowiadaniu zmyślonych historii, robieniu przeróżnych dowcipów i naigrawaniu się z naiwnych bądź nieostrożnych ludzi. Dzień ten uważano za niepoważny i starano się nie robić w nim żadnych ważnych rzeczy. Dziś pierwszy kwietnia obchodzimy jako dzień radosny, w którym celowo próbuje się wprowadzić innych w błąd.
Z robieniem psikusów przez dzieci w wieku szkolnym związany był w niektórych regionach także 12 marca – dzień św. Grzegorza, patrona uczących się. Obyczaj ten nosił nazwę gregorianek lub gegołów.

## Słynne „błędy” w mediach
Bardzo często żarty primaaprilisowe są wykorzystywane w mediach. Ze względu na masowość wiele z nich przeszło do historii mediów.